# Phenix City
Phenix City város az USA Alabama államában. Lakosainak száma 38 816 fő (2020. április 1.).

## Népesség
A település népességének változása:

| 2010 | 32 822 |
| 2020 | 38 816 |